# Thomas Schram
Thomas Andreas Finn Schram, född den 9 oktober 1882 i Kristiania, död 15 juli 1950, var en norsk läkare, bror till Jacob Schram, gift (1912) med Constance Wiel Nygaard. 
Schram blev student 1901 och cand. med. 1909. Han var läkarkandidat på Ullevåls sjukhus 1910—11, assisterande läkare på Lyster Sanatorium 1912, kommunläkare i Grytten och Hen 1912—14, assisterande läkare vid Allgemeines Krankenhaus i München 1914—15, reservläkare vid Landeskogen Sanatorium 1916—18, assisterande läkare vid Oslo Helseråds tuberkulosavdelning 1918—21, överläkare och direktör vid Vensmoen Tuberkulosesanatorium 1921, överläkare och direktör vid Ringvål Statssanatorium för tuberkulösa i Leinstrand 1935—1947. 
Schram var medlem av styrelsen för Den norske Nationalforening mot Tuberkulosen sedan 1922, av Den norske Lægeforenings spesialistutvalg sedan 1932, av Norske Lægers Tuberkuloseselskaps styrelse sedan 1935 (ordförande sedan 1945) och av Sør-Trøndelags Lægeforenings styrelse sedan 1936. Han var ordförande i Trondhjems Lægeforening 1943—44. Han blev riddare av Sankt Olavs Orden 1947.